# Evan Peters
Evan Peters (St. Louis, Missouri, 1987. január 20. –)  Golden Globe- és Primetime Emmy-díjas amerikai színész. 
2004-ben kapta meg első színészi megbízatását a Lelki gubancok című drámában. 2005 és 2006 között szerepelt az ABC csatorna Rejtélyek városa (Invasion) című sci-fi sorozatában. Legismertebb alakításai az FX csatorna Amerikai Horror Story című horror-dráma sorozatához köthetők. Nagyobb szerepe volt még a HA/VER (Kick-Ass) című 2010-es akciófilmben, a 2014-ben bemutatott X-Men: Az eljövendő múlt napjai című sci-fi filmben és annak 2016-os X-Men: Apokalipszis című folytatásában, valamint a 2022-es Jeffrey Dahmer sorozatban is.

## Fiatalkora és tanulmányai
Evan Peters a Missouri állambeli St. Louisban született Julie és Phil Peters gyermekeként. Római katolikus iskolában tanult. Két testvére van: Andrew és Michelle. 2001-ben a család Michigan államba költözött, ahol Evan színész órákat kezdett venni. A Grand Blanc High School tanulója volt, mielőtt 15 évesen édesanyjával Los Angelesbe költözött, hogy tovább egyengesse útját a színészet terén. Beiratkozott a Burbank High School középiskolába, de később magántanulóként folytatta tanulmányait.

## Pályafutása

### 2004–2011
Első színészi szerepét a Clipping Adam című filmben kapta meg, melyre Michael Picchiottino producer választotta ki Adam Sheppard karakterére. Debütáló alakításával elnyerte a Phoenix Filmfesztivál legjobb feltörekvő színészének járó díját. Számos televíziós reklámban szerepelt, melyekben többek között a Sony PlayStation játékkonzolját vagy a Papa John's Pizza-t reklámozta. 2004-ben szerepelt az MGM Ottalvós buli című vígjátékában, valamint Cooper Day karakterében feltűnt az ABC The Days című sorozatában. 2004 és 2005 között többször is feltűnt Seth Wosmerként a Disney Channel Phil a jövőből című produkciójában. 2005 és 2006 között Jesse Varon karakterébe bújt az ABC csatorna Rejtélyek városa című sci-fi sorozatában.
Peters mellékszereplőként feltűnt az An American Crime: Bűnök (2007), az Egy elrabolt lány története (2008), a Sose hátrálj meg (2008) és a Ketrecharc – A leszámolás (2011) című filmekben. Számos színházi darabban is játszott szerepeket, mint például Fagin karaktere a Twist Olivér produkcióban. 2008-ban Jack Danielsként szerepelt a The CW csatorna Tuti gimi című tinisorozatában, de egy-egy epizód erejéig olyan televíziós műsorokban tűnt fel, mint a Mentalista, a Doktor House vagy a Monk – A flúgos nyomozó. 2010-ben a kritikusok által sokat dicsért filmben, a HA/VER-ben alakította a főszereplő legjobb barátját. A film 2013-as folytatásában már nem tudott szerepelni, mivel az ütközött az Amerikai Horror Story forgatási munkálataival.

### 2011 után
Első híresebb szerepét az Amerikai Horror Story című horror-dráma sorozat első évadában játszotta. A gyilkos ház című évadban az antiszociális és tömeggyilkos tinédzsert, Tate Langdont alakította. A Zártosztály című második évadban már Kit Walker karakterében tért vissza, akit tévesen felesége meggyilkolásával gyanúsítottak. Kit Walker alakításáért egy jelölést is kiérdemelt a Satellite Awards „legjobb férfi mellékszereplő – sorozat, minisorozat vagy televíziós film” kategóriájában. A sorozat harmadik évadában, amely a Boszorkányok alcímen futott Kyle Spencer karakterét játszotta, egy férfit, akit megölnek, majd visszahoznak az életbe. A Rémségek cirkusza című negyedik évadban a "szörnyeket" összegyűjtő cirkuszban dolgozó Jimmy Darlingot alakította. A sorozat ötödik, Hotel alcímen futó évadában a címadó horror hotel építtetőjét alakította, a sorozatgyilkos James Patrick March-ot. 2016-ban a Roanoke alcímen futott hatodik évadban a megszokottnál kisebb szerepben tért vissza a képernyőre.
2014-ben John Cusack és Emma Roberts mellett szerepelt az Adult World című vígjátékban. 2013 májusában Bryan Singer rendező bejelentette, hogy Evan Peters megkapta a mutáns Higanyszál szerepét a 2014-es X-Men: Az eljövendő múlt napjai című filmben. 2016-ban a film folytatásában, az X-Men: Apokalipszisben is visszatér korábbi karakterében. 2015-ben szerepelt a Lazarus-hatás című horrorfilmben. Ezt követően feltűnt még a Safelight (2015) és az Elvis & Nixon (2016) című filmekben. 2018-ban ismét visszatér a soron következő X-Men filmben, amely a Sötét Főnix címet kapta.

## Magánélete
Peters 2012-ben az Adult World forgatását követően kezdett randevúzni kolléganőjével, Emma Robertsszel.
2013 júliusában, miközben Kanadában egy montreáli hotelben szálltak meg együtt, a szomszédok heves vitára voltak figyelmesek, még a rendőrséget is kihívták. A pár a vita közepette a tettlegességig folyamodott. A rendőrség megérkezését követően Robertset letartóztatták. Evan Peters szabadon távozhatott, mivel Robertsen nem találtak látható sérüléseket. Peters nem tett feljelentést, így Roberts pár órával később elhagyhatta a rendőrséget. A pár közös nyilatkozatában "szerencsétlen balesetről és félreértésről" beszélt. Peters és Roberts el is jegyezték egymást, ám 2015 júniusában megszakították jegyességüket. 2015 októberében nyilvánosságra került, hogy a pár újra kibékült egymással.
2019 márciusában viszont úgy döntöttek, újra szétválnak, ezúttal viszont véglegesen.

## Filmográfia

### Film
| Év   | Cím                             | Magyar cím                      | Szerep                              | Magyar hang     |
| ---- | ------------------------------- | ------------------------------- | ----------------------------------- | --------------- |
| 2004 | Lelki gubancok                  | Clipping Adam                   | Adam Sheppard                       |                 |
| 2004 | Ottalvós buli                   | Sleepover                       | Russell "SpongyaBob" Hayes          | Berkes Bence    |
| 2007 | An American Crime: Bűnök        | An American Crime               | Ricky Hobbs                         |                 |
| 2007 | Mama kicsi fia                  | Mama's Boy                      | Ricky Hobbs (cameo)                 |                 |
| 2008 |                                 | Remarkable Power                | Ross                                |                 |
| 2008 | Egy elrabolt lány története     | Gardens of the Night            | Brian / Rachel                      |                 |
| 2008 | Sose hátrálj meg                | Never Back Down                 | Max Cooperman                       | Szvetlov Balázs |
| 2008 | Sose hátrálj meg                | Never Back Down                 | Max Cooperman                       | Előd Botond     |
| 2010 | HA/VER                          | Kick-Ass                        | Todd Haynes                         | Dene Tamás      |
| 2011 | Ketrecharc – A leszámolás       | Never Back Down 2: The Beatdown | Max Cooperman                       | Moser Károly    |
| 2011 | A jó orvos                      | The Good Doctor                 | Donny Nixon                         |                 |
| 2014 |                                 | Adult World                     | Alex                                |                 |
| 2014 | X-Men: Az eljövendő múlt napjai | X-Men: Days of Future Past      | Peter Maximoff / Higanyszál         | Gacsal Ádám     |
| 2015 | A Lazarus-hatás                 | The Lazarus Effect              | Clay                                | Czető Roland    |
| 2015 | Jelzőfény                       | Safelight                       | Charles                             |                 |
| 2016 | Elvis és Nixon                  | Elvis & Nixon                   | Dwight Chapin                       | Gacsal Ádám     |
| 2016 | X-Men: Apokalipszis             | X-Men: Apocalypse               | Peter Maximoff / Higanyszál         | Gacsal Ádám     |
| 2017 | Szomália kalózai                | The Pirates of Somalia          | Jay Bahadur                         | Varga Gábor     |
| 2018 |                                 | American Animals                | Warren Lipka                        |                 |
| 2018 | Deadpool 2.                     | Deadpool 2                      | Peter Maximoff / Higanyszál (cameo) | nem szólal meg  |
| 2019 | X-Men: Sötét Főnix              | X-Men: Dark Phoenix             | Peter Maximoff / Higanyszál         | Gacsal Ádám     |
| 2019 |                                 | I Am Woman                      | Jeff Wald                           |                 |
| 2023 | Kívánság                        | Wish                            | Simon (hangja)                      | Baráth István   |

### Televízió
| Év        | Magyar cím                                           | Eredeti cím                                | Szerep                           | Magyar hang             | Megjegyzések          |
| --------- | ---------------------------------------------------- | ------------------------------------------ | -------------------------------- | ----------------------- | --------------------- |
| 2004      |                                                      | The Days                                   | Cooper Day                       |                         | 6 epizód              |
| 2004–2005 | Phil a jövőből                                       | Phil of the Future                         | Seth Wosmer                      |                         | 5 epizód              |
| 2005–2006 | Rejtélyek városa                                     | Invasion                                   | Jesse Varon                      | Czető Roland[forrás?]   | 21 epizód             |
| 2008      | Dirt: A hetilap                                      | Dirt                                       | Craig Hope                       |                         | 1 epizód              |
| 2008      | Nyomtalanul                                          | Without a Trace                            | Craig Baskin                     |                         | 1 epizód              |
| 2008      | Monk – A flúgos nyomozó                              | Monk                                       | Eric Tavela                      |                         | 1 epizód              |
| 2008      | Doktor House                                         | House                                      | Oliver                           |                         | 1 epizód              |
| 2008–2009 | Tuti gimi                                            | One Tree Hill                              | Jack Daniels                     | Berkes Bence[forrás?]   | 6 epizód              |
| 2009      |                                                      | Off the Clock                              | Jew                              |                         | 1 epizód              |
| 2009      | Szellemekkel suttogó                                 | Ghost Whisperer                            | Dylan                            | Bartucz Attila[forrás?] | 1 epizód              |
| 2010      | Gyilkos elmék                                        | Criminal Minds                             | Charlie Hillridge                |                         | 1 epizód              |
| 2010      | A mentalista                                         | The Mentalist                              | Oliver McDaniel                  |                         | 1 epizód              |
| 2010      | A hivatal                                            | The Office                                 | Luke Cooper                      |                         | 1 epizód              |
| 2011      | Vásott szülők                                        | Parenthood                                 | Brandon                          |                         | 1 epizód              |
| 2011      | Célkeresztben                                        | In Plain Sight                             | Joey Roston / Joey Wilson        |                         | 1 epizód              |
| 2011      | Amerikai Horror Story: A gyilkos ház                 | American Horror Story: Murder House        | Tate Langdon                     | Czető Roland            | 12 epizód             |
| 2012–2013 | Amerikai Horror Story: Zártosztály                   | American Horror Story: Asylum              | Kit Walker                       | Czető Roland            | 13 epizód             |
| 2013–2014 | Amerikai Horror Story: Boszorkányok                  | American Horror Story: Coven               | Kyle Spencer                     | Czető Roland            | 11 epizód             |
| 2014–2015 | Amerikai Horror Story: Rémségek cirkusza             | American Horror Story: Freak Show          | Jimmy Darling                    | Czető Roland            | 13 epizód             |
| 2015      |                                                      | China, IL                                  | Clint                            |                         | 1 epizód              |
| 2015–2016 | Amerikai Horror Story: Hotel                         | American Horror Story: Hotel               | James Patrick March              | Czető Roland            | 10 epizód             |
| 2016      | Amerikai Horror Story: Roanoke                       | American Horror Story: Roanoke             | Edward Philippe Mott             | Czető Roland            | 1 epizód              |
| 2016      | Amerikai Horror Story: Roanoke                       | American Horror Story: Roanoke             | Rory Monahan                     |                         | 3 epizód              |
| 2017      | Amerikai Horror Story: Szekta                        | American Horror Story: Cult                | Kai Anderson                     | Czető Roland            | 11 epizód             |
| 2017      | Amerikai Horror Story: Szekta                        | American Horror Story: Cult                | Andy Warhol                      | Czető Roland            | 1 epizód              |
| 2017      | Amerikai Horror Story: Szekta                        | American Horror Story: Cult                | Marshall Applewhite              | Czető Roland            | 1 epizód              |
| 2017      | Amerikai Horror Story: Szekta                        | American Horror Story: Cult                | David Koresh                     |                         | 1 epizód              |
| 2017      | Amerikai Horror Story: Szekta                        | American Horror Story: Cult                | Jim Jones                        |                         | 1 epizód              |
| 2017      | Amerikai Horror Story: Szekta                        | American Horror Story: Cult                | Jesus                            |                         | 1 epizód              |
| 2017      | Amerikai Horror Story: Szekta                        | American Horror Story: Cult                | Charles Manson                   | Czető Roland            | 2 epizód              |
| 2018      | A póz                                                | Pose                                       | Stan                             |                         | 8 epizód              |
| 2018      | Amerikai Horror Story: Apokalipszis                  | American Horror Story: Apocalypse          | Mr. Gallant                      | Czető Roland            | 4 epizód              |
| 2018      | Amerikai Horror Story: Apokalipszis                  | American Horror Story: Apocalypse          | James Patrick March              | Czető Roland            | 1 epizód              |
| 2018      | Amerikai Horror Story: Apokalipszis                  | American Horror Story: Apocalypse          | Tate Langdon                     | Czető Roland            | 1 epizód              |
| 2018      | Amerikai Horror Story: Apokalipszis                  | American Horror Story: Apocalypse          | Jeff Pfister                     | Czető Roland            | 3 epizód              |
| 2021      | WandaVízió                                           | WandaVision                                | Ralph Bohner / "Pietro Maximoff" | Gacsal Ádám             | 2 epizód              |
| 2021      | Easttowni rejtélyek                                  | Mare of Easttown                           | Colin Zabel                      | Gacsal Ádám             | 4 epizód              |
| 2021      | Amerikai Horror Story: Két történet                  | American Horror Story: Double Feature      | Austin Sommers                   | Czető Roland            | - 5 epizód - producer |
| 2022      | Jeffrey Dahmer – Szörnyeteg: A Jeffrey Dahmer-sztori | Dahmer – Monster: The Jeffrey Dahmer Story | Jeffrey Dahmer                   | Gacsal Ádám             | 10 epizód             |
| 2024      | Mindvégig Agatha                                     | Agatha All Along                           | Ralph Bohner                     | Gacsal Ádám             | 1 epizód              |

## Fordítás
- Ez a szócikk részben vagy egészben  az   Evan Peters című angol Wikipédia-szócikk fordításán alapul.  Az eredeti cikk szerkesztőit annak laptörténete sorolja fel. Ez a jelzés csupán a megfogalmazás eredetét és a szerzői jogokat jelzi, nem szolgál a cikkben szereplő információk forrásmegjelöléseként.